# محمد رحیم
محمد رحیم (انگلیسی: Mohamed Rahem؛ زادهٔ ۲۱ ژوئن ۱۹۷۰) بازیکن فوتبال اهل الجزایر است.
از باشگاه‌هایی که در آن بازی کرده‌است می‌توان به باشگاه فوتبال نصر حسین دای و باشگاه فوتبال اتحاد الحراش اشاره کرد.
وی همچنین در تیم ملی فوتبال الجزایر بازی کرده‌است.